# Kyustendil (huyện)
Kyustendil là một huyện thuộc tỉnh Kyustendil, Bungaria. Dân số thời điểm năm 2001 là 70607 người.